# Людина листопада
«Людина листопада» (англ. The November Man) — американський кримінальний бойовик режисера Роджера Дональдсона, що вийшов 2014 року. У головних ролях Пірс Броснан, Люк Брейсі і Ольга Куриленко. Стрічку знято на основі роману «There Are No Spies» Білла Ґренджера.
Сценаристами були Майкл Фінч і Карл Ґаджусек, продюсерами — Шрірам Дас і Бо Сент-Кле. Вперше фільм продемонстрували 27 серпня 2014 року у Канаді, США і Німеччині. В Україні прем'єра фільму відбулась 25 вересня 2014 року.

## Сюжет
Пітер Деверо, колишній агент ЦРУ, що відомий під кодовим іменем «Людина листопада», звільнився з роботи 2008 року, після того як його напарник Девід Менсон відмовився виконувати наказ. Тепер він насолоджується краєвидами Швейцарії, попиваючи напої на пенсії. Та одного дня йому пропонують небезпечне завдання з викриття людей, що причетні до війни у Чечні.

## У ролях
| Актор             | Персонаж                                                               | Роль                       |
| ----------------- | ---------------------------------------------------------------------- | -------------------------- |
| Пірс Броснан      | Пітер Деверо англ. Peter Devereaux                                     | колишній агент ЦРУ         |
| Люк Брейсі        | Девід Менсон англ. David Mason                                         | напарник Пітера            |
| Ольга Куриленко   | Міла Філапова / Еліс Аліса Фурньє англ. Mila Filapova / Alice Fournier | працівниця з прав біженців |
| Еліза Тейлор      | Сара англ. Sarah                                                       | сусідка Менсона            |
| Катерина Скорсоне | Селія англ. Celia                                                      | аналітик ЦРУ               |
| Білл Смітровіч    | Джон Генлі англ. John Hanley                                           | колишній начальник Пітера  |
| Лазар Рістовскі   | Аркадій Федоров англ. Arkady Fedorov                                   | російський генерал         |
| Вілл Паттон       | Перрі Вайнштейн англ. Perry Weinstein                                  | голова ЦРУ                 |
| Медіха Мусліовіч  | Наталія Уланова англ. Natalia Ulanova                                  |                            |

## Сприйняття

### Критика
Фільм отримав загалом змішано-позитивні відгуки: Rotten Tomatoes дав оцінку 35 % на основі 102 відгуків від критиків (середня оцінка 4,6/10) і 60 % від глядачів із середньою оцінкою 3,5/5 (12,656 голосів). Загалом на сайті фільми має змішаний рейтинг, фільму зарахований «гнилий помідор» від кінокритиків, проте «попкорн» від глядачів, Internet Movie Database — 6,7/10 (3 651 голос), Metacritic — 38/100 (31 відгук критиків) і 6,2/10 від глядачів (21 голос). Загалом на цьому ресурсі від критиків фільм отримав негативні відгуки, а від глядачів — позитивні.

### Касові збори
Під час показу у США, що стартував 27 серпня 2014 року, протягом першого тижня фільм показали у 2,776 кінотеатрах і він зібрав 7,911,597 $, що на той час дозволило йому зайняти 6 місце серед усіх прем'єр. Станом на 18 вересня 2014 року показ фільму триває 23 дні (3,3 тижня) і за цей час фільм зібрав у прокаті у США 23,682,577  доларів США, а у решті світу 700,000 $, тобто загалом 23,682,577 $ (за іншими даними 24,382,577 $) при бюджеті 15 млн $.

### Виноски
1. 1 2  The November Man: Release Info (англ.). Internet Movie Database. Архів оригіналу за 22 серпня 2014. Процитовано 20 вересня 2014.
2. 1 2  Людина листопада. Kino-teatr.ua. Архів оригіналу за 13 жовтня 2014. Процитовано 20 вересня 2014.
3. 1 2 3 4 5  The November Man (англ.). The Numbers. Архів оригіналу за 25 червня 2020. Процитовано 20 вересня 2014.
4. 1 2 3  The November Man (англ.). Box Office Mojo. Архів оригіналу за 25 липня 2019. Процитовано 20 вересня 2014.
5. 1 2  The November Man (англ.). Internet Movie Database. Архів оригіналу за 19 вересня 2014. Процитовано 20 вересня 2014.
6. ↑  The November Man (англ.). AllMovie. Архів оригіналу за 30 жовтня 2014. Процитовано 20 вересня 2014.
7. 1 2  The November Man: Full Cast & Crew (англ.). Internet Movie Database. Архів оригіналу за 12 червня 2014. Процитовано 20 вересня 2014.
8. ↑  The November Man (англ.). Rotten Tomatoes. Архів оригіналу за 11 вересня 2014. Процитовано 20 вересня 2014.
9. ↑  The November Man (англ.). Metacritic. Архів оригіналу за 20 вересня 2014. Процитовано 20 вересня 2014.